# Paganini Caprices
Paganini Caprices to album Davida Garretta wydany w 1997 roku. Album zawiera 24 Kaprysy na skrzypce solo Niccolò Paganiniego nagrane przy akompaniamencie Bruno Canino.

## Lista utworów
1. 24 Caprices for Violin, Op.1 – No. 1 in E (Paganini)
2. 24 Caprices for Violin, Op.1 – No. 2 in B minor (Paganini)
3. 24 Caprices for Violin, Op.1 – No. 3 in E minor (Paganini)
4. 24 Caprices for Violin, Op.1 – No. 4 in C minor (Paganini)
5. 24 Caprices for Violin, Op.1 – No. 5 in a minor (Paganini)
6. 24 Caprices for Violin, Op.1 – No. 6 in G minor (Paganini)
7. 24 Caprices for Violin, Op.1 – No. 7 in A minor (Paganini)
8. 24 Caprices for Violin, Op.1 – No. 8 in E flat (Paganini)
9. 24 Caprices for Violin, Op.1 – No. 9 in E (Paganini)
10. 24 Caprices for Violin, Op.1 – No. 10 in G minor (Paganini)
11. 24 Caprices for Violin, Op.1 – No. 11 in C (Paganini)
12. 24 Caprices for Violin, Op.1 – No. 12 in A flat (Paganini)
13. 24 Caprices for Violin, Op.1 – No. 13 in B flat (Paganini)
14. 24 Caprices for Violin, Op.1 – No. 14 in E flat (Paganini)
15. 24 Caprices for Violin, Op.1 – No. 15 in E minor (Paganini)
16. 24 Caprices for Violin, Op.1 – No. 16 in G minor (Paganini)
17. 24 Caprices for Violin, Op.1 – No. 17 in E flat (Paganini)
18. 24 Caprices for Violin, Op.1 – No. 18 in C (Paganini)
19. 24 Caprices for Violin, Op.1 – No. 19 in E flat (Paganini)
20. 24 Caprices for Violin, Op.1 – No. 20 in D (Paganini)
21. 24 Caprices for Violin, Op.1 – No. 21 in A (Paganini)
22. 24 Caprices for Violin, Op.1 – No. 22 in F (Paganini)
23. 24 Caprices for Violin, Op.1 – No. 23 in E (Paganini)
24. 24 Caprices for Violin, Op.1 – No. 24 in A minor (Paganini)